# Kontrolni grafikon
Kontrolni grafikoni (kontrolne karte) su osnovni alat koji se koristi za statističko upravljanje procesom. Kontrolni grafici prikazuju ponašanje procesa u vremenu i služe za ocenjivanje da li se proces odvija na zadovoljavajući način. Grafici su ograničeni sa statistički izračunatim kontrolnim granicama između kojih se odvija proces. Granice služe da najave pojavu problema, odnosno sistematskih smetnji. 
Tipovi kontrolnih karata određeni su tipom karakteristika koje se ispituju, odnosno prirodom podataka koje predstavljaju. Osnovna podela je na: kontrolne karte za kontinulne promenljive i kontrolne karte za atributivne karakteristike. Glavne oblasti primene kontrolnih karata su: kontrolisanje (inspekcija) procesa, podešavanje procesa, analiza procesa i upravljanje procesom. O primeni kontrolnih karti postoji obimna literatura, a razvijeni su i softverski paketi.

## Literatura
- Deming, W E (1975) "On probability as a basis for action." The American Statistician. 29(4), pp146–152
- Deming, W E (1982) Out of the Crisis: Quality, Productivity and Competitive Position  0-521-30553-5.
- Deng, H; Runger, G; Tuv, Eugene (2012). "System monitoring with real-time contrasts" Journal of Quality Technology, 44(1), pp. 9–27.
- Mandel, B J (1969). "The Regression Control Chart" Journal of Quality Technology. 1 (1), pp 1–9.
- Oakland, J (2002) Statistical Process Control  0-7506-5766-9.
- Shewhart, W A (1931) Economic Control of Quality of Manufactured Product  0-87389-076-0.
- Shewhart, W A (1939) Statistical Method from the Viewpoint of Quality Control  0-486-65232-7.
- Wheeler, D J (2000) Normality and the Process-Behaviour Chart  0-945320-56-6.
- Wheeler, D J & Chambers, D S (1992) Understanding Statistical Process Control  0-945320-13-2.
- Wheeler, Donald J. (1999). Understanding Variation: The Key to Managing Chaos - 2nd Edition. SPC Press, Inc.  0-945320-53-1.

## Spoljašnje veze
- NIST/SEMATECH